# Stade du 28 Septembre
Het Stade du 28 Septembre is een multifunctioneel stadion in Conakry, Guinee. Meestal wordt het gebruikt voor voetbalwedstrijden. Het nationale elftal speelt regelmatig in dit stadion, maar ook clubteams, zoals Hafia FC en Horoya AC spelen hier hun thuiswedstrijden. Het stadion wordt ook gebruikt voor politieke bijeenkomsten en begrafenissen van belangrijke personen.

## Naam
Op 28 september 1958 werd er in Frankrijk een referendum gehouden waarin werd gevraagd om goedkeuring van de Grondwet voor de Vijfde Franse Republiek. Guinee stemde toen in grote meerderheid tegen ("Nee") bij het referendum. Guinee, toen deel uitmakend van Frans-West-Afrika, zou daarmee een onafhankelijke staat worden.

## Protesten 2009
Op 28 september 2009 kwam de oppositie van Guinee in dit stadion bijeen om te protesteren tegen de president, Moussa Dadis Camara. Zijn aftreden werd bij dit protest geëist. De politie greep hard in waardoor 157 mensen omkwamen en nog eens 1200 mensen gewond raakten. De regering ontkende het getal en zei dat er 56 mensen waren omgekomen en dat het vooral kwam doordat zij werden doodgedrukt door een menigte vluchtende mensen.